# Txabíxevo
Txabíxevo (en rus: Чабышево) és un poble de l'óblast de Vladímir, a Rússia, segons el cens del 2010 tenia 18 habitants. Pertany al districte municipal de Mélenki.